# Guido Swinnen
Guido Swinnen (Bree, 28 juni 1957) is een gewezen Belgische voetballer. Hij speelde in zijn carrière onder meer voor RSC Anderlecht, Waterschei SV Thor en Beerschot VAV.

## Carrière

### Waterschei Thor
Guido Swinnen sloot zich op 10-jarige leeftijd aan bij de Limburgse voetbalclub Bocholter VV. Maar reeds op 17-jarige leeftijd werd het talent van Swinnen opgemerkt. Hij maakte in 1975 de overstap naar Waterschei SV Thor, dat in die periode in de Tweede Klasse speelde. Als aanvaller scoorde de jonge Swinnen 12 doelpunten in zijn eerste seizoen voor Waterschei. Swinnen ontpopte zich in geen tijd tot een belangrijke speler in het elftal. In 1978 speelde Waterschei kampioen en promoveerde de club naar de Eerste Klasse.
Swinnen bleef ook na de promotie voor Waterschei spelen. In 1980 won Waterschei Thor de Beker van België, nadat het in de finale met 2-1 had gewonnen van SK Beveren. Het was voor Swinnen de laatste wedstrijd in het shirt van Waterschei, want voor het seizoen 1980-'81 stapte hij over naar Beringen FC. Swinnen werd meteen een titularis, maar kon niet voorkomen dat de club op een teleurstellende voorlaatste plaats eindigde in het klassement. Beringen degradeerde en Swinnen zocht na slechts één seizoen andere oorden op.

### Beerschot VAV
Zo kwam Swinnen terecht bij de Antwerpse voetbalclub Beerschot VAV, dat in die periode ook in de Tweede Klasse vertoefde. Hij werd er omgevormd tot middenvelder. In zijn eerste seizoen won Beerschot na een sterk seizoen meteen de eindronde. De club promoveerde en had dat onder meer te danken aan Swinnen die dat seizoen goed was voor 18 doelpunten. Swinnen werd uiteindelijk op het middenveld een vaste waarde, en dat in een elftal met grote namen zoals o.a. Patrick Vervoort en Marc Schaessens.

### RSC Anderlecht
Ondanks zijn goede prestaties kon Swinnen nooit rekenen op een plaats bij de Rode Duivels. Maar in 1986 werd de toen 29-jarige Swinnen voor z'n prestaties beloond met een transfer naar RSC Anderlecht. In Anderlecht werd Swinnen terug verenigd met Pier Janssen, z'n ploegmaat van bij Waterschei Thor. Swinnen belandde snel op de bank en moest tevreden zijn met z'n rol als invaller. Swinnen moest in zijn eerste seizoen de concurrentie aangaan met spelers zoals Franky Vercauteren, Juan Lozano, Enzo Scifo en Arnor Gudjohnsen.
Een jaar later zag Swinnen hoe Scifo, Lozano en Vercauteren naar andere clubs trokken. Maar toch betekende dit voor Swinnen niet dat er een plaats vrijkwam, integendeel. Anderlecht trok Swinnens gewezen ploegmaat, Patrick Vervoort, aan en gaf hem meteen een plaats op het middenveld. En ook het ontslag van trainer Georges Leekens veranderde niets aan de situatie van Swinnen. Leekens werd opgevolgd door Raymond Goethals, maar ook hij liet Swinnen op de bank.

### RWDM en KSV Mol
Hoewel Swinnen met Anderlecht een landstitel veroverde, kan zijn verblijf in Brussel niet succesvol genoemd worden. Daarom verliet de middenvelder de club al na twee seizoenen en belandde bij de buren van RWDM, waar op dat moment Hugo Broos debuteerde als trainer. Swinnen was overigens niet de enige gewezen speler van Anderlecht in de kern van RWDM. Ook Ronny Martens, Marc De Buyser, Albert Cluytens en Dirk De Vriese speelden in het verleden voor Anderlecht.
Na reeds één seizoen RWDM zette Swinnen een punt achter zijn carrière. Hij speelde nog wel even voor het kleinere KSV Mol. In 1990 promoveerde hij met Mol naar de Derde Klasse. Een jaar later stopte Swinnen definitief met voetballen.

## Spelerstatistieken
| Seizoen              | Club               | Land   | Competitie    | Wed. | Goals |
| -------------------- | ------------------ | ------ | ------------- | ---- | ----- |
| 1975/76              | Waterschei SV Thor | België | Tweede Klasse | ?    | 12    |
| 1976/77              | Waterschei SV Thor | België | Tweede Klasse | ?    | ?     |
| 1977/78              | Waterschei SV Thor | België | Tweede Klasse | ?    | ?     |
| 1978/79              | Waterschei SV Thor | België | Eerste Klasse | 30   | 15    |
| 1979/80              | Waterschei SV Thor | België | Eerste Klasse | 29   | 5     |
| 1980/81              | Beringen FC        | België | Eerste Klasse | 28   | 10    |
| 1981/82              | Beerschot VAV      | België | Tweede Klasse | 35°  | 18    |
| 1982/83              | Beerschot VAV      | België | Eerste Klasse | 31   | 11    |
| 1983/84              | Beerschot VAV      | België | Eerste Klasse | 26   | 5     |
| 1984/85              | Beerschot VAV      | België | Eerste Klasse | ?    | 15    |
| 1985/86              | Beerschot VAV      | België | Eerste Klasse | 33   | 9     |
| 1986/87              | RSC Anderlecht     | België | Eerste Klasse | 12   | 1     |
| 1987/88              | RSC Anderlecht     | België | Eerste Klasse | 11   | 1     |
| 1988/89              | RWDM               | België | Eerste Klasse | 29   | 0     |
| 1989/90              | KSV Mol            | België | Vierde Klasse | ?    | ?     |
| 1990/91              | KSV Mol            | België | Derde Klasse  | ?    | ?     |
| Totaal Eerste Klasse |                    |        |               | 264  | 72    |

° In 1982 speelde Guido Swinnen 35 wedstrijden omdat Beerschot VAV toen deelnam aan de eindronde in de Tweede Klasse.